# تومانسكي أر-29-300
التومانسكي أر-29 هو محرك نفاث سوفييتي من إنتاج مكتب تصميم تومانسكي. زود الأر-29 الطرازات الأخيرة من الميج-23 وكل طرازات الميج-27. صمم المحرك تحت قيادة قنسطنطين كاشاتوروف. في نقس الوقت طورت ليولكا محرك منافس هو الليولكا إيه.إل-21 والذي كان بنفس القوة ولكن مع استهلاك أقل للوقود. تقرر استخدام الليولكا إيه.إل-21 في السو-17 والسو-24 وتزويد الميج-23 B بالأر-29-300.

## الإستخدامات
- ميكويان-غوريفيتش ميغ-23.
- ميكويان ميغ-27.
- شنيانغ جيه-13.
- سوخوي سو-17.

## المواصفات
البيانات من بيل جنستون

#### الخصائص العامة
- النوع: محرك نفاث
- الطول: 4,991 مـم (196.5 بوصة)
- القطر: 968 مـم (38.1 بوصة)
- الوزن جاف: 1,760 كـغ (3,880 رطل)

#### المكونات
- الضاغط: ضغط منخفض بخمس مراحل ببكرة ثنائية الضغط ، ضغط مرتفع من ست مراحل (محوري).
- الاحتراق: حلقي.
- عنفة: الضغط العالي على مرحلتين ، الضغط المنخفض بمرحلة واحدة

#### أداء
- انتاج الطاقة القصوى:
- نسبة الطاقة إلى الوزن: